# Námořnictvo Korejské republiky
Námořnictvo Korejské republiky je námořní složkou ozbrojených sil Korejské republiky. Původně malé síly jihokorejského námořnictva měly především bránit pobřeží země před invazí z KLDR. Námořnictvo k roku 2009 tvořilo 67 000 osob, okolo 200 válečných lodí různé velikosti a okolo 60 letadel a vrtulníků.
Díky dlouhodobé ekonomické prosperitě Korejské republiky její námořnictvo prochází postupnou modernizací a expanzí, která z něj vytváří sílu schopnou oceánských operací. Země se stala regionální námořní mocností, přičemž mezi její rivaly patří KLDR a ČLR. Námořnictvo disponuje řadou vysoce moderních válečných lodí, včetně raketových torpédoborců, ponorek a výsadkových lodí, stavěných v domácích loděnicích.
Námořnictvo se podílí na mezinárodní spolupráci včetně operací proti modernímu pirátství.

## Historie

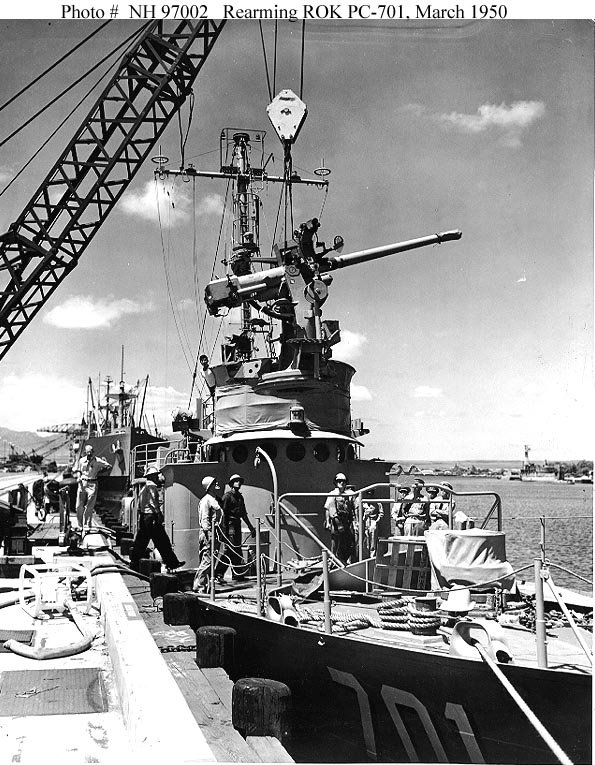
Jihokorejská válečná loď Paktusan, původně americký stíhač ponorek typu PC.

Moderní jihokorejské námořnictvo vzniklo po porážce Japonského císařství, dlouhodobě okupujícího Korejský poloostrov, ve druhé světové válce. V jižní části poloostrova, osvobozené americkou armádou, vznikl proamerický režim, který začal budovat své vlastní ozbrojené síly. Námořnictvo bylo založeno v roce 1948 a námořní pěchota o rok později. V roce 1949 námořnictvo čítalo celkem 7500 mužů a provozovalo 34 menších plavidel, pocházejících převážně z přebytků amerického námořnictva. Brzy nato se námořnictvo aktivně zapojilo do korejské války. Rivalita dvou států, ležících na korejském poloostrově, přitom ovlivňovala jihokorejskou obrannou doktrínu i v následujících dekádách. Také vojenská spolupráce USA a Korejské republiky přetrvává dodnes.
V 50. letech námořnictvo dále posilovalo, například získalo pět fregat americké třídy Tacoma, dvě fregaty třídy Cannon, devět hlídkových člunů PCE, devět stíhačů ponorek PC, čtyři torpédové čluny PT, 22 tankových výsadkových lodí LST a 12 výsadkových lodí LSM.
V průběhu 60. let získalo jihokorejské námořnictvo své první torpédoborce, pocházející z amerických přebytků. Jednalo se o tři jednotky třídy Fletcher, dodané v letech 1963-1968 a dva torpédoborce třídy Gearing po modernizaci FRAM II (v následujících letech výrazně modernizované). Doplnily je ale i další plavidla, například druhoválečné eskortní torpédoborce a fregata Chung Nam americké třídy Rudderow. Domácí loděnice už však zahájily například stavbu domácích hlídkových člunů třídy Paek Tu. Námořnictvo se v té době opět dočkalo operačního nasazení, tentokrát ve vietnamské válce.

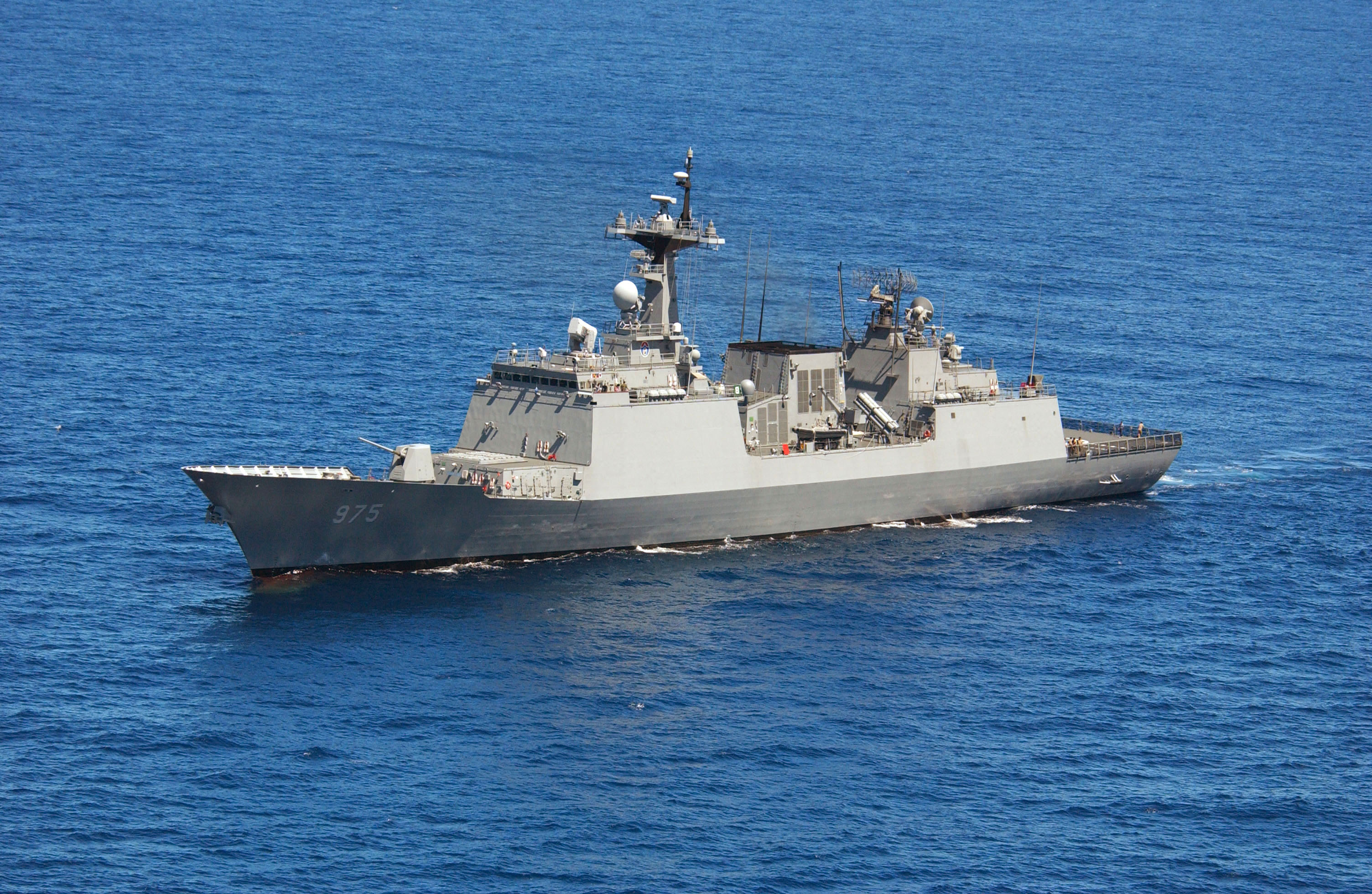
Torpédoborec třídy Čchungmukong I Sun-sin (KD-II)

Léta sedmdesátá byla poslední, ve kterých tvořily hlavní přírůstky námořnictva postarší americká plavidla, především pět torpédoborců třídy Gearing modernizovaných v programu FRAM I, které dostaly moderní výzbroj i výstroj, včetně protilodních střel Boeing Harpoon a obranných systémů Phalanx CIWS.
Korejská republika však v té době měla již dost sil k produkci vlastních větších válečných lodí. V 80. letech tak zahájila modernizační programy, které měly především zlepšit možnosti ničení ponorek, kterých měly hlavní rivalové, KLDR a ČLR, značné množství. Vzniklo tak několik nových domácích tříd, například fregat třídy Ulsan, korvet tříd Pchohang a Tonghe.
V 90. letech byly zahájeny programy stavby moderních válečných lodí, které definitivně nahradily starší plavidla a dnes tvoří jádro námořnictva. Na počátku 90. let byl zahájen program stavby moderních raketových torpédoborců (KD - Korean Destroyer), v němž bylo doposud dokončeno 11 lodí ve třech třídách (KD-I, KD-II a KDX-III), z nichž třída Tchedžo Veliký (KD-III) představuje plavidla s výtlakem přes 10 000 tun, vybavená pokročilým americkým zbraňovým systémem Aegis.
Dále jihokorejské námořnictvo zahájilo stavbu licenčních německých ponorek. Nejprve šlo o devět člunů typu 209, které v současnosti doplňují nové čluny typu 214. Výsadkové síly naopak získaly čtyři tankové výsadkové lodě třídy Gojunbong a vrtulníkovou výsadkovou loď třídy Tokdo.

## Složení

### Ponorky

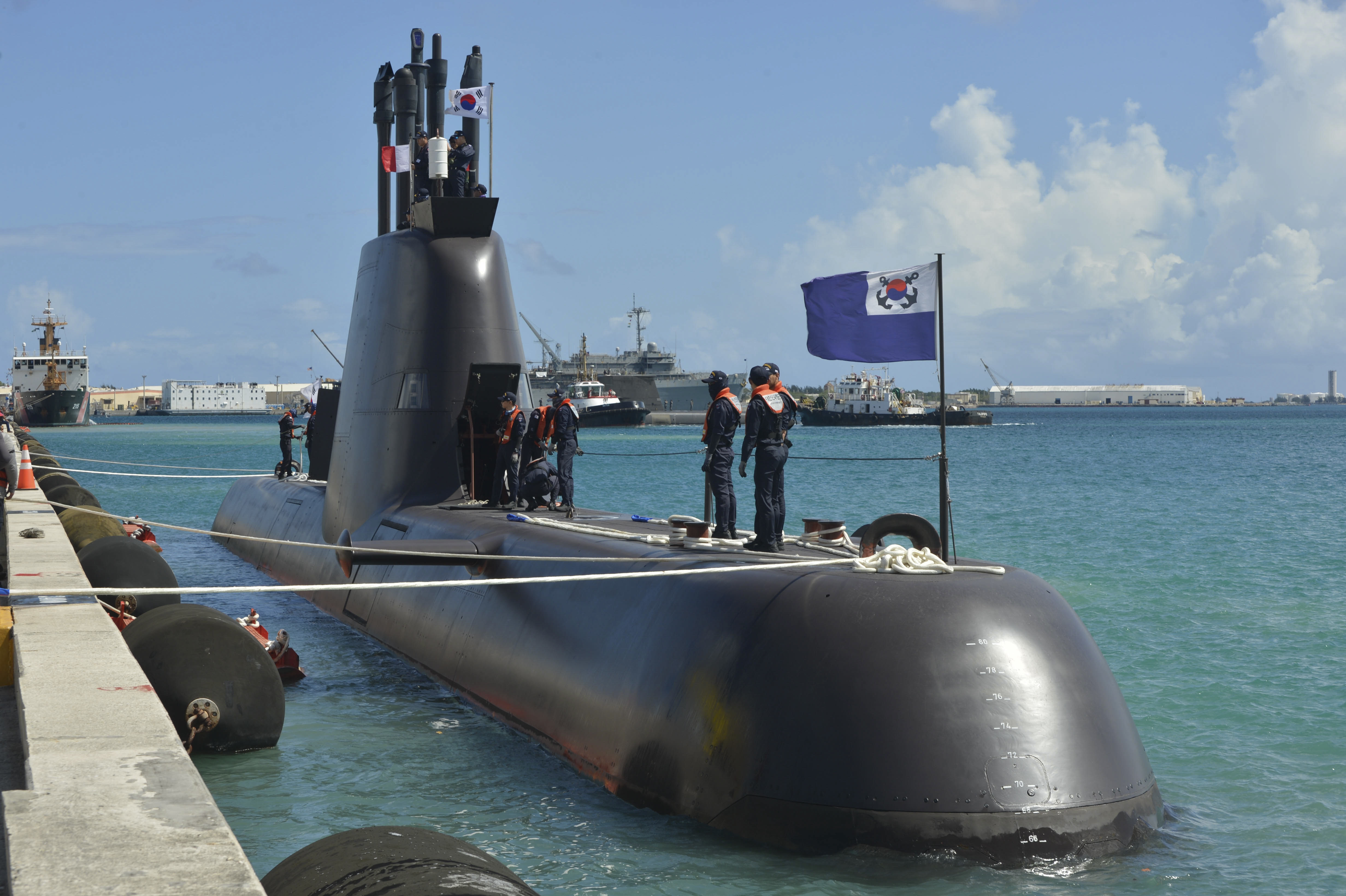
Ponorka typu 214 Yun Bong-gil (S-077)

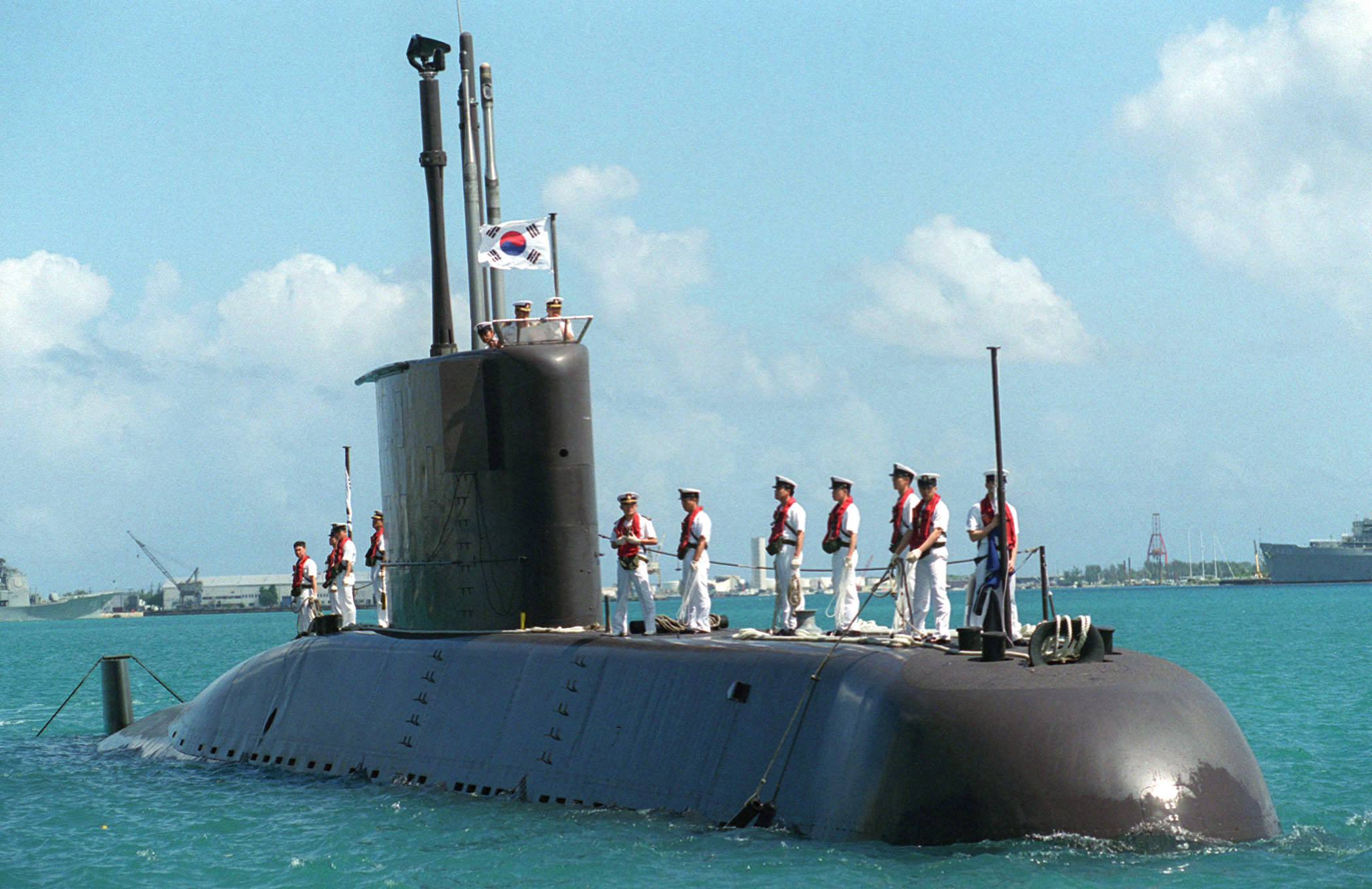
Ponorka typu 209/1200 Lee Sunsin (S-068)

- Třída Dosan Ahn Chang-ho (KSS-III)
  - Dosan Ahn Chang-ho (SS-083)
  - Ahn Mu (SS-085)
  - Shin Chae-ho (SS-086)

- Třída Sohn Wonyil (KSS-II, Typ 214)
  - Son Won-il (S-072)
  - Jeong Ji (S-073)
  - An Jung Geun (S-075)
  - Kim Jwajin (S-076)
  - Yun Bong-gil (S-077)
  - Yu Gwan-sun (S-078)
  - Hong Beom-do (S-079)
  - Lee Beom-seok (S-081)
  - Shin Dol-seok (S-082)

- Třída Chang Bogo (KSS-I, Typ 209/1200)
  - Chang Bogo (S-061)
  - Lee Chun (S-062)
  - Choi Museon (S-063)
  - Park Wi (S-065)
  - Lee Jongmu (S-066)
  - Jeong Un (S-067)
  - Lee Sunsin (S-068)
  - Na Daeyong (S-069)
  - Lee Eokgi (S-071)

### Torpédoborce

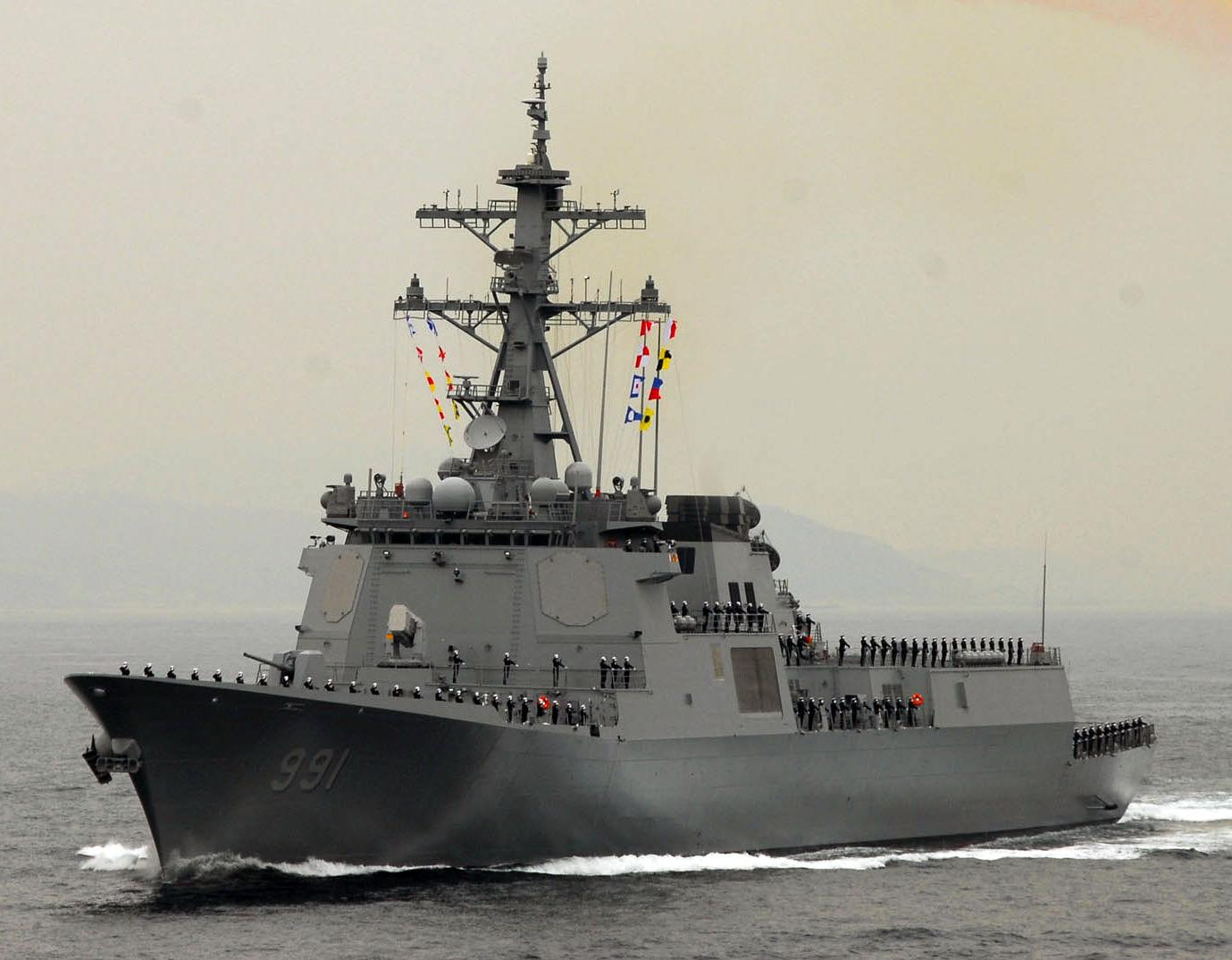
Torpédoborec Tchedžo Veliký (DDG-991)

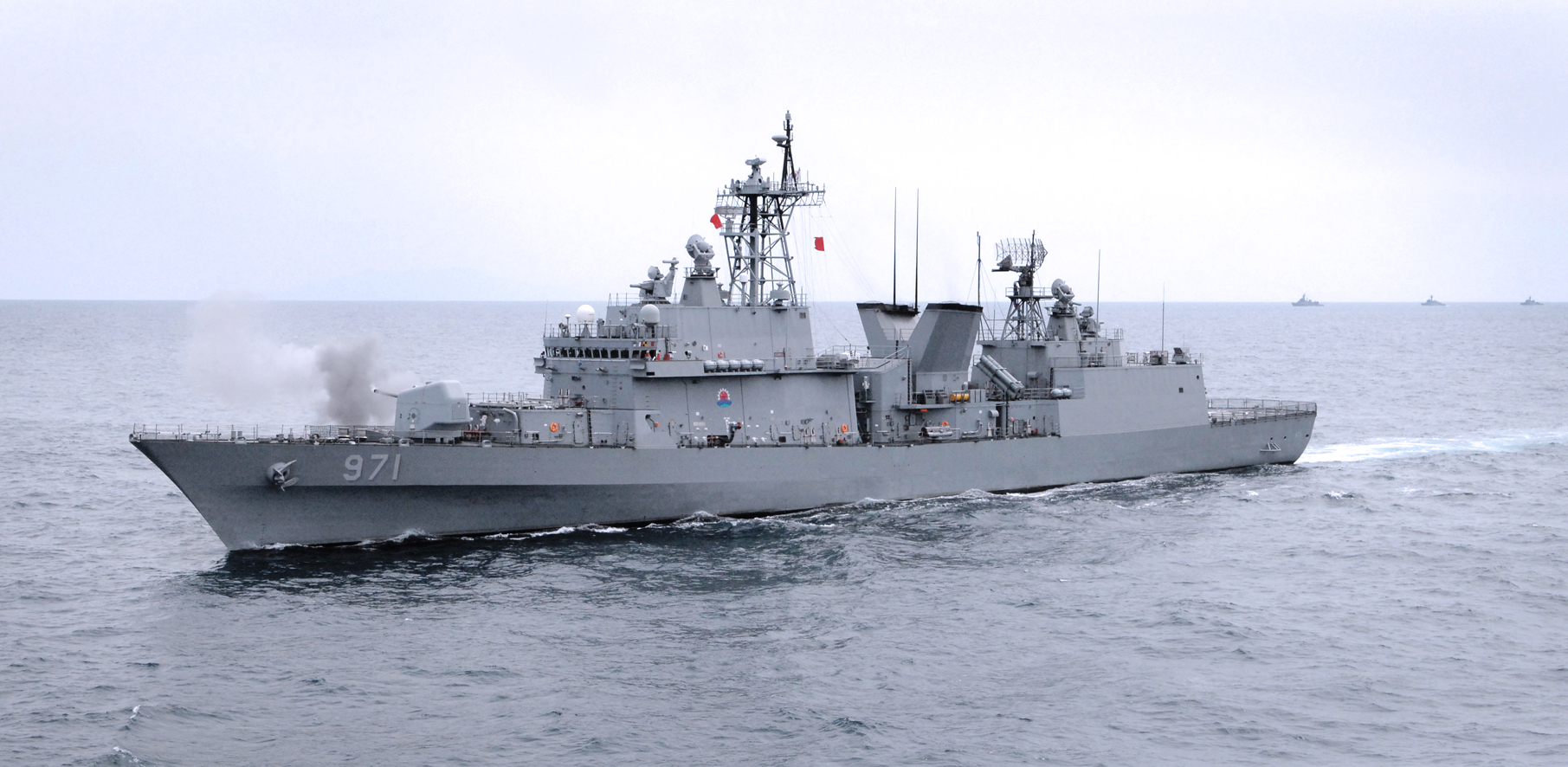
Torpédoborec Kwanggetcho Veliký (DDH-971)

- Třída Čongdžo Veliký
  - Čongdžo Veliký (DDG-995)

- Třída Tchedžo Veliký
  - Tchedžo Veliký (DDG-991)
  - Julgok I I (DDG-992)
  - Seoae Ju Sǒngn-jǒng (DDG-993)

- Třída Čchungmukong I Sun-sin
  - Čchungmukong I Sun-sin (DDH-975)
  - Munmu Veliký (DDH-976)
  - Te Čo-jong (DDH-977)
  - Wang Kŏn (DDH-978)
  - Kang Kam-čchan (DDH-979)
  - Čchö Jong (DDH-981)

- Třída Kwanggetcho Veliký
  - Kwanggetcho Veliký (DDH-971)
  - Uldži Mun-dok (DDH-972)
  - Jang Man-čchun (DDH-973)

### Fregaty

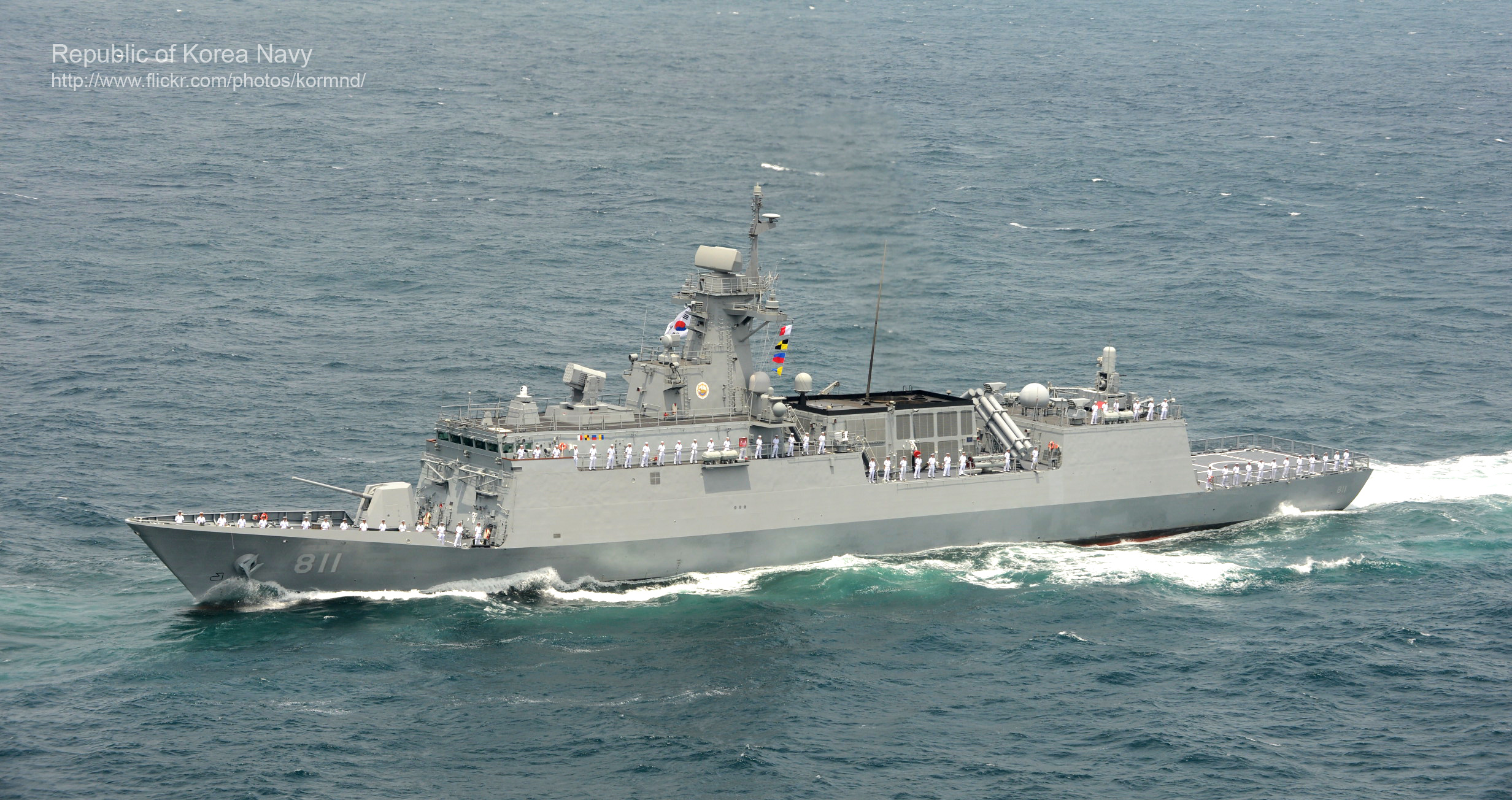
Fregata Inčchon (FFG-811)

- Třída Čchungnam
  - Čchungnam (FFG-828)

- Třída Tegu
  - Tegu (FFG-818)
  - Kjongnam (FFG-819)
  - Soul (FFG-821)
  - Tonghe  (FFG-822)
  - Tedžon (FFG-823)
  - Pchohang (FFG-825)
  - Čchonan (FFG-826)
  - Čchunčchon (FFG-827)

- Třída Inčchon
  - Inčchon (FFG-811)
  - Kjonggi (FFG-812)
  - Čopuk (FFG-813)
  - Kangwon (FFG-815)
  - Čchungpuk (FFG-816)
  - Kwangdžu (FFG-817)

- Třída Ulsan
  - Pusan (FFK-959)
  - Čondžu (FFK-961)

### Korvety

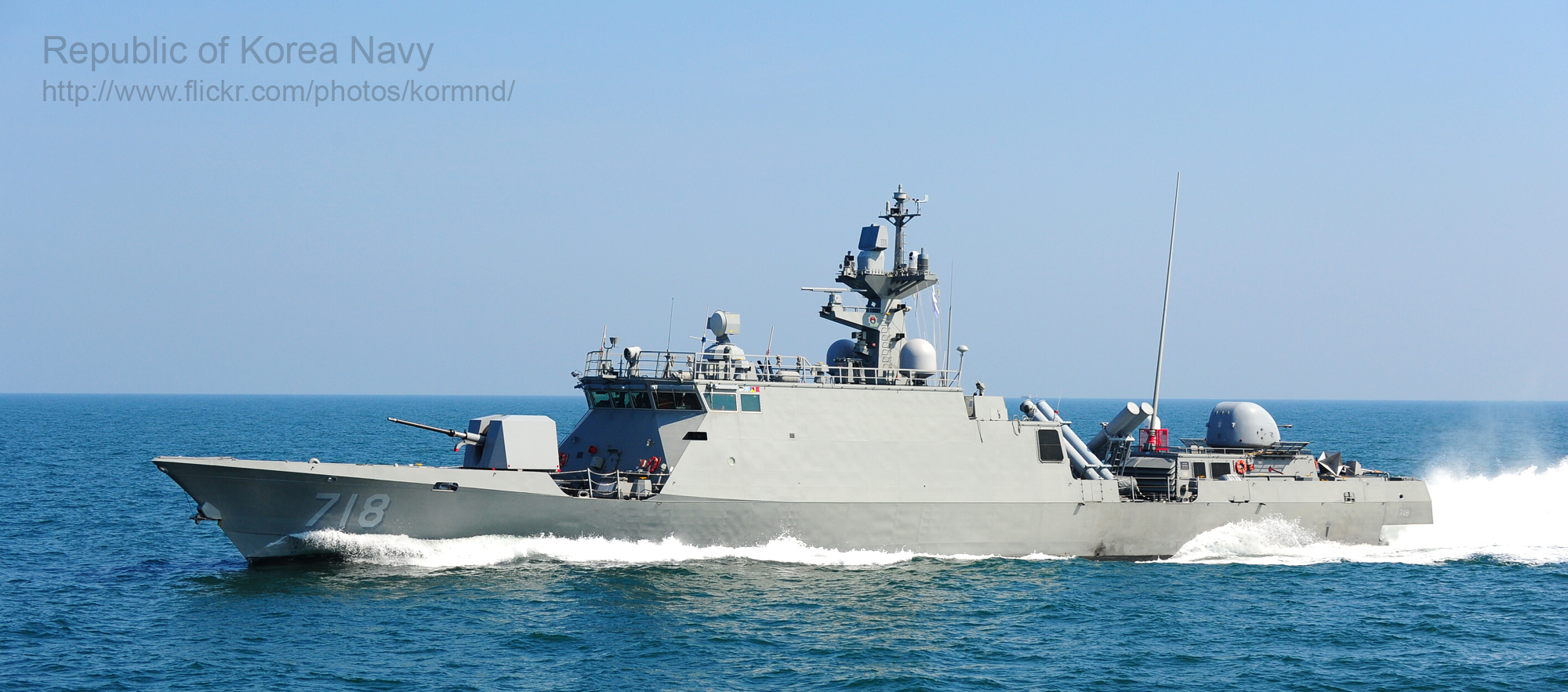
Hlídková loď třídy Gumdoksuri

- Třída Pchohang (3 ks)

### Hlídkové lodě
- Třída Chamsuri 211 (16 ks)
- Třída Yoon Youngha (18 ks)
- Třída Chamsuri (~34 ks)

### Výsadkové lodě
- Třída Tokdo
  - Tokdo (LPH-6111)
  - Marado (LPH-6112)

- Třída Cheon Wang Bong
  - Cheon Wang Bong (LST-686)
  - Cheon Ja Bong (LST-687)
  - Il Chool Bong (LST-688)
  - No Jeok Bong (LST-689)

- Třída Gojunbong
  - Gojunbong (LST-681)
  - Birobong (LST-682)
  - Hyangnobong (LST-683)
  - Seonginbong (LST-685)

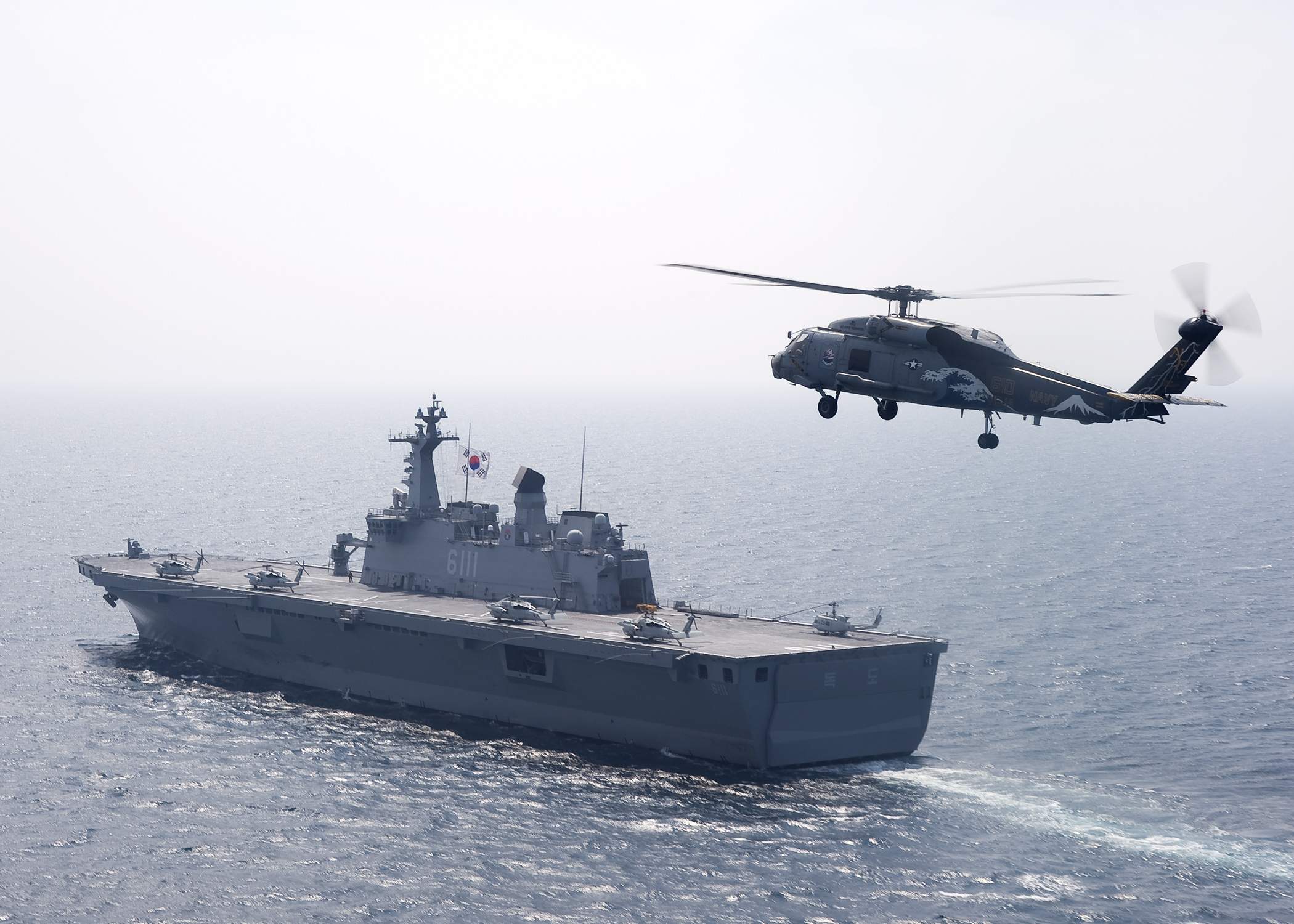
Vrtulníková výsadková loď Tokdo (LPH-6111)

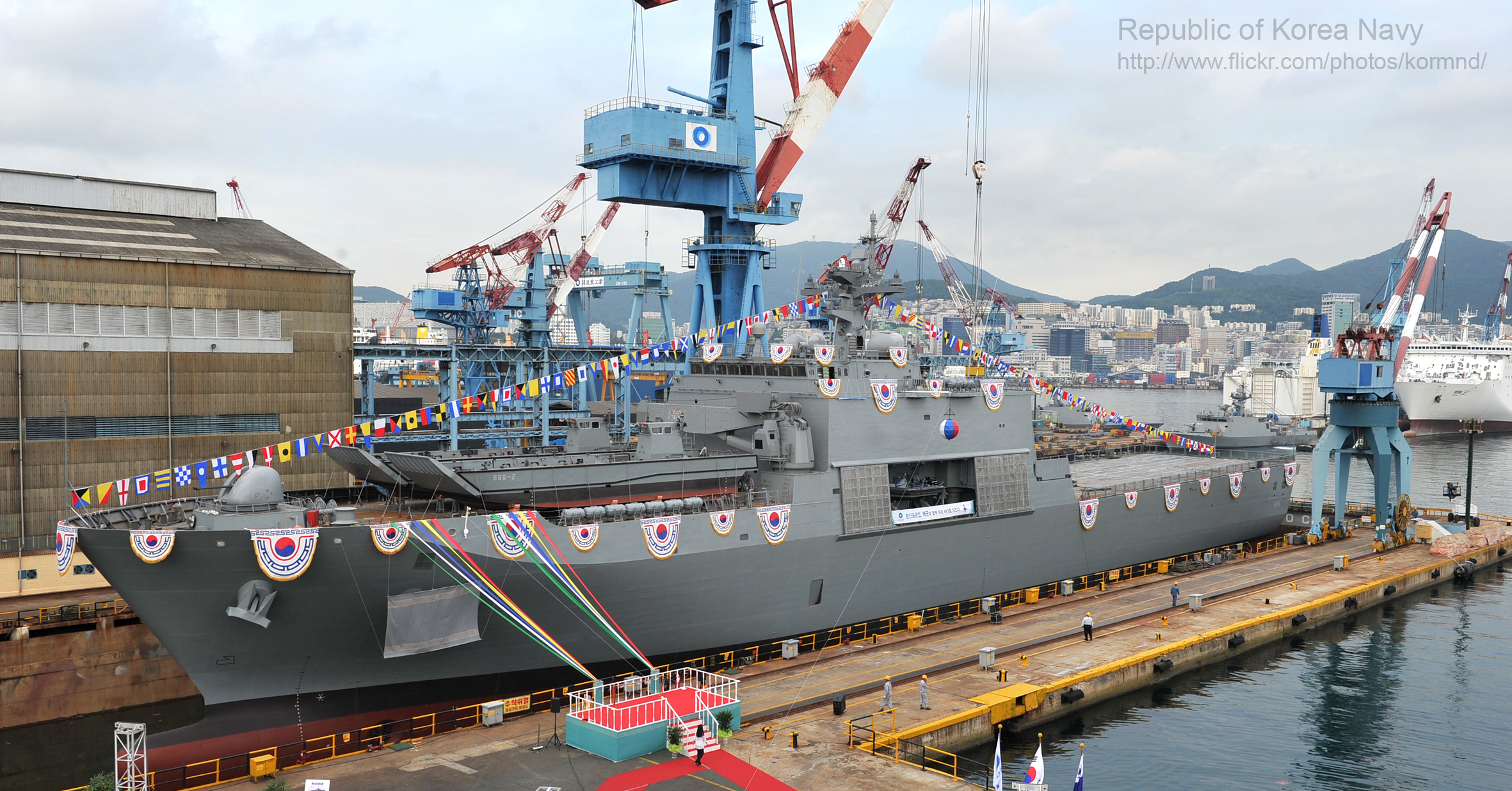
Cheon Wang Bong

- Třída Solgae – výsadková vznášedla (2 ks, 7 dalších objednáno)

### Minonosky
- Wonsan (MLS-560) (MLS-I)

### Minolovky
- Třída Jangjang (5 ks)
- Třída Kanggjeong (6 ks)

### Pomocné lodě

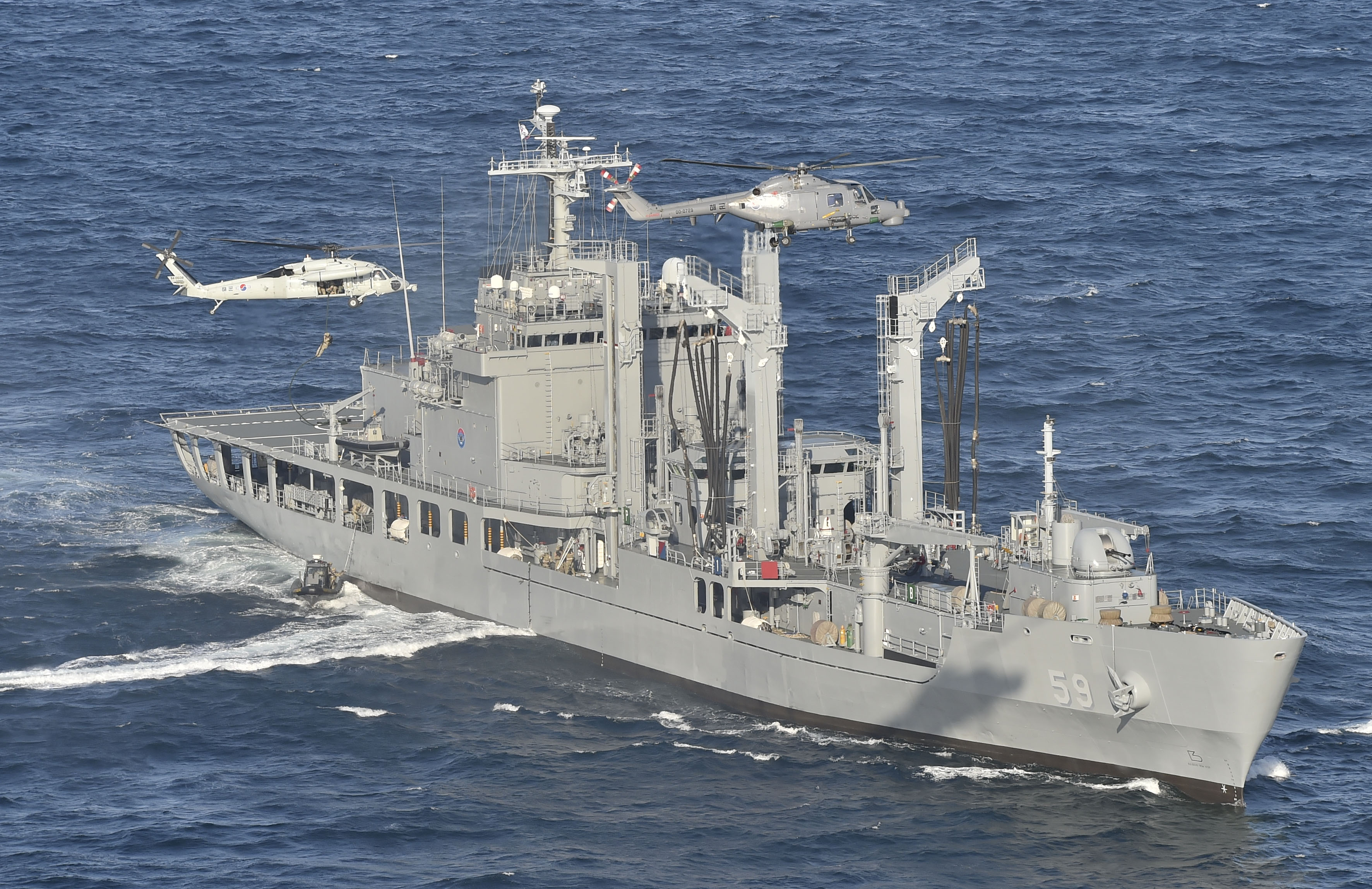
Bojová podpůrná loď Hwačchŏn (AOE-59)

- Třída Sojang (AOE-II) – bojové podpůrné lodě (1+ ks)
- Třída Čchŏndži (AOE-I) – bojové podpůrné lodě (3 ks)
- Kanghwado (ASR-22) – záchranná loď ponorek
- Čchonghedžin (ASR-21) – záchranná loď ponorek
- Třída Tchongjong – záchranné lodě (2 ks)
- Hansando (ATH-81) – cvičná loď (1 ks)

## Plánované akvizice
- Třída Čongdžo Veliký – druhá série raketových torpédoborců KD-III (2 ks)
- Třída KDDX – nová generace raketových torpédoborců.[8]
- Třída Dosan Ahn Chang-ho (KSS-III) – ponorky (6 ks)
- Třída Čchungnam – fregaty (5 ks)
- Třída FFX-IV – fregaty (6 ks)
- Třída Nampcho (MLS-II) – minonosky (4–5 ks)
- Třída Jangjang - minolovka (1 ks)
- Třída MSH-II – minolovka (6 ks)
- Třída Sojang – bojová podpůrná loď (1 ks)
- Třída CVX (dříve LPX-II) – Lehká letadlová loď o výtlaku 30 000 t schopná provozu kolmo startujících letounů F-35B Lightning II. Do dlouhodobých plánů námořnictva byla zařazena v červenci 2019.[9] Objednáno bylo 20 kusů F-35B.[10] K roku 2023 byl další osud programu nejasný.[11]
- Třída Chamsuri 211 (12 ks) – hlídkové čluny

## Letectvo

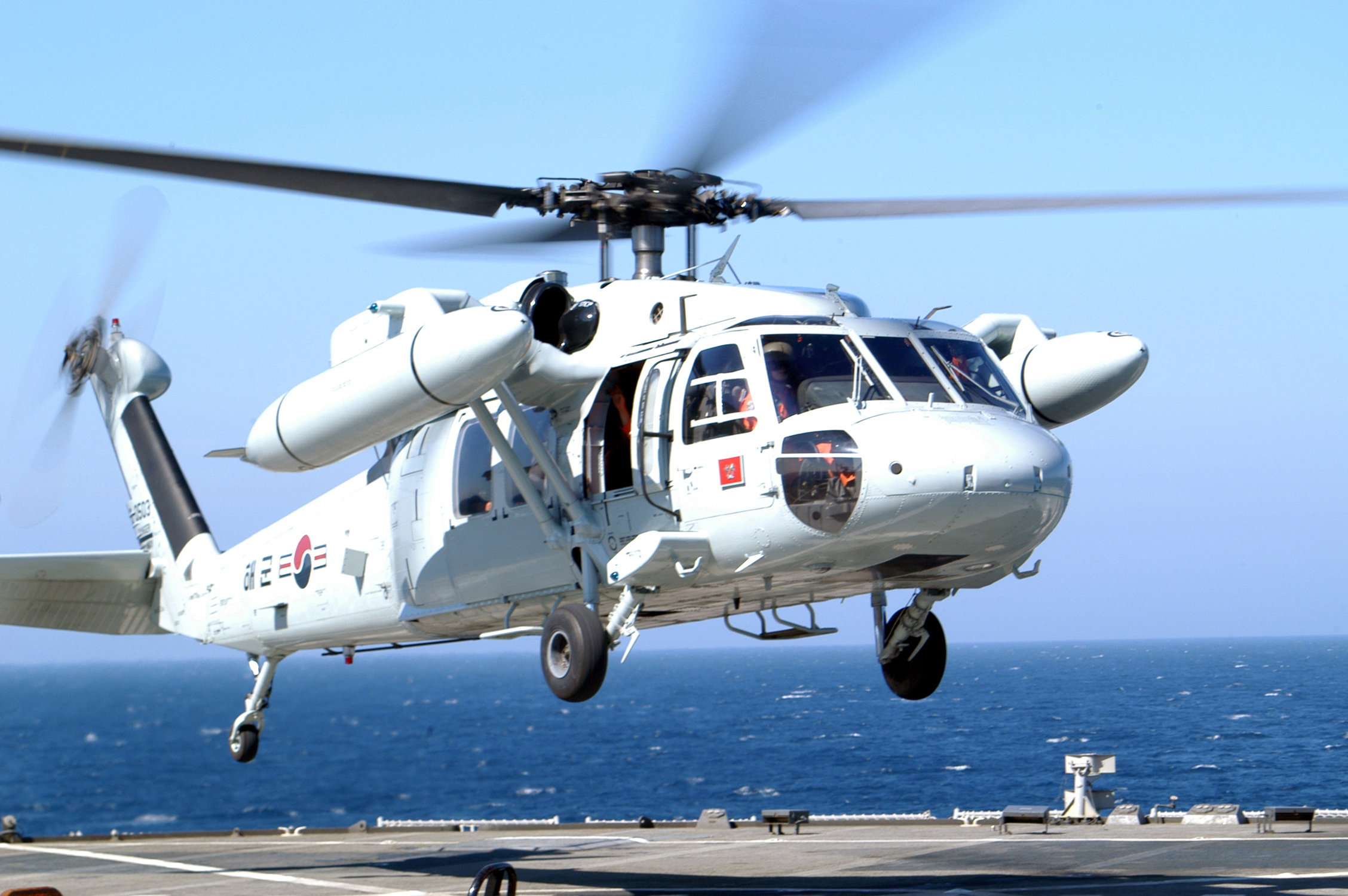
Vrtulník UH-60

- Vrtulníky
  - Sikorsky UH-60 Black Hawk
  - Westland Lynx
  - Aérospatiale Alouette III
- Letadla
  - Lockheed P-3 Orion
  - Reims-Cessna F406